# Philomedes brenda
Philomedes brenda är en kräftdjursart som först beskrevs av Baird 1850.  Philomedes brenda ingår i släktet Philomedes och familjen Philomedidae. Arten är reproducerande i Sverige. Inga underarter finns listade i Catalogue of Life.